# كيورة (همت أباد)
کیورة (بالفارسية: کیوره) هي مستوطنة تقع في إيران في قسم همت أباد الريفي. يقدر عدد سكانها بـ 393 نسمة .